# عنفة مائية

عنفة كابلان ملحق بها مولد كهربائي

عنفة مائية  (بالإنجليزية: Water Turbine) هو آلة دوارة تقوم بتحويل الطاقة الحركية والطاقة الكامنة للمياه إلى طاقة حركية دورانية.
طورت العنفات المائية في القرن التاسع عشر الميلادي واستخدمت على نطاق واسع لإنتاج الطاقة للأغراض الصناعية قبل وجود الشبكات الكهربائية. والآن تستخدم في تدوير المولدات الكهربائية لتوليد الطاقة الكهربائية. والتوربين المائي هو الجزء الأساسي في محطات الطاقة الكهرومائية التي تنشأ على السدود وتستخدم طاقة مياهها الحركية لتوليد الطاقة الكهربائية. وتعد إحدى وسائل إنتاج الطاقة المتجددة النظيفة والرخيصة.

## التاريخ
استخدمت النواعير لآلاف السنين لاستمداد الطاقة. كان عيبها الوحيد هو الحجم مما أدى إلى تحديد مجال معدل التدفق والارتفاع الممكن الاستفادة منه. أمضى الانتقال من النواعير إلى العنفات الحديثة ما يقارب قرن من الزمن. حدث التقدم خلال فترة الثورة الصناعية باستخدام المبادئ والطرق العلمية. كما أنه تم الاستخدام الواسع للمواد الجديدة والطرق الصناعية التي تطورت في تلك الحقبة.
في عام 1913 قام فيكتور كابلان بإيجاد عنفة كابلان. التي كانت تطوير لعنفة فرنسيس ولكنها كانت ثورة في القدرة على تطوير المواقع المائية ذات الارتفاع المنخفض.

## نظرية التشغيل
هي عبارة عن دولاب دوار عندما يسقط الماء عليه على أطرافه يدور.

### القدرة
تحسب القدرة من خلال المعادلة التالية:
{\displaystyle P=\eta \cdot \rho \cdot g\cdot h\cdot {\dot {q}}}
حيث:
- {\displaystyle =P} القدرة (جول/ ثانية أو واط)
- {\displaystyle =\eta } كفاءة العنفة
- {\displaystyle =\rho } كثافة الماء (كيلوجرام/ متر مكعب)
- {\displaystyle =g} تسارع الجاذبية (9.81 متر/ ثانية مربع)
- {\displaystyle =h} الارتفاع (متر).
- {\displaystyle ={\dot {q}}} معدل التدفق (متر مكعب/ ثانية)

### الكفاءة
تصل الكفاءة الميكانيكية لكثير من العنف المائية الكبيرة الحديثة إلى أكثر من 90%

## أنواع العنف المائية

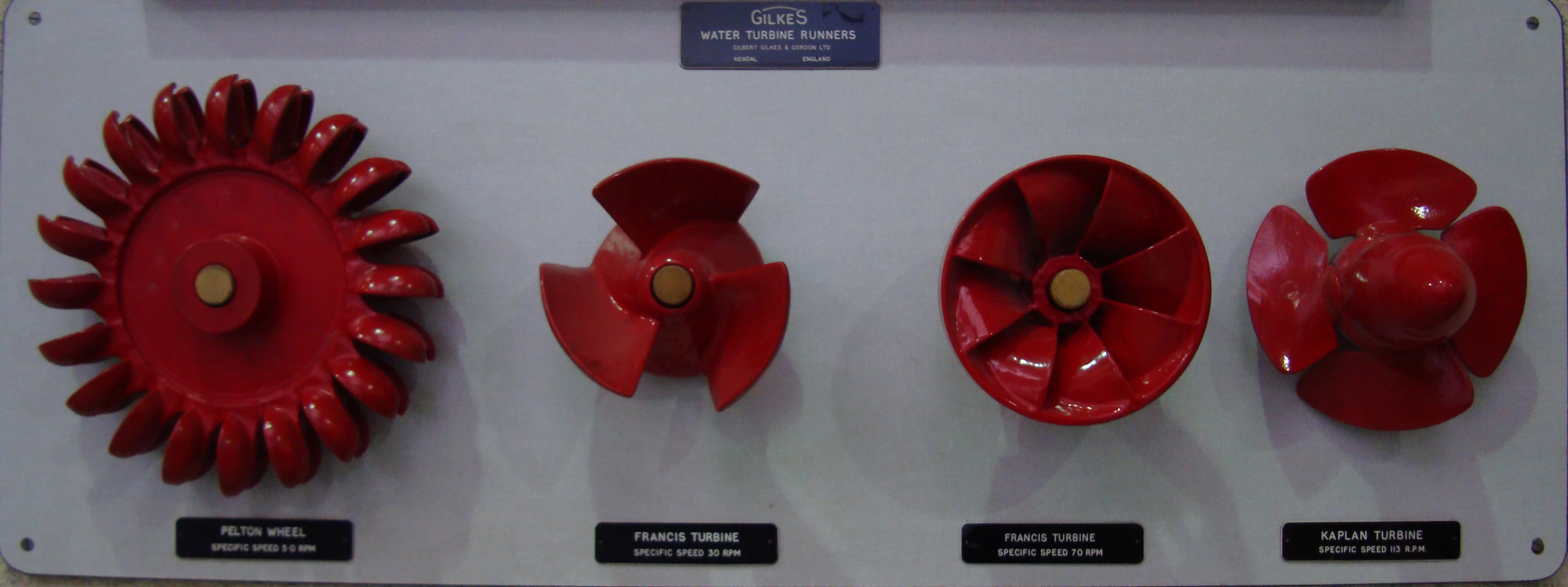
أنواع مختلفة للجزء الدوار في العنفات المائية. من اليمين لليسار:عنفة كابلان، نوعان مختلفان لعنفة فرنسيس، عنفة بلتون

تنقسم العنفات المائية إلى نوعين:
عنفات فعل (دفعية):
- عنفة بلتون

عنفات رد فعل:
- عنفة فرنسيس
- عنفة كابلان

## التصميم والتطبيق
اختيار نوع العنفة المناسب يعتمد بشكل أساسي على الارتفاع وبشكل أقل على التدفق. وبشكل عام عنفات الفعل هي مناسبة للارتفاعات العالية، أما عنفات رد الفعل فهي مناسبة بشكل أكبر للارتفاعات الأقل. عنفة كابلان مع قابلية لتعديل درجة ميل شفرات المروحة هي ملائمة بشكل جيد لنطاق واسع من شروط التدفق والارتفاع، حيث أن أعلى كفاءة لها بالإمكان تحقيقها على نطاق واسع لشروط التدفق.
المدى المثالي للارتفاع
- عنفة بلتون: (40 - 1300) متر
- عنفة فرنسيس: (10 - 350) متر
- عنفة كابلان: (2 - 40) متر

### قوانين التشابه
قوانين التشابه أو التماثل تسمح لنا بتوقع كمية الطاقة المنتجة من العنفة من خلال الاختبارات على النموذج. إن نسخة مصغرة وطبق الأصل للتصميم المقترح - بقطر حوالي (0.3 متر) قدم واحد - يمكن اختبارها واستعمال القياسات المخبرية على التطبيق الأخير بثقة عالية. قوانين التشابه مستمدة من خلال الشبه بين نموذج الاختبار والتطبيق.

## الصيانة

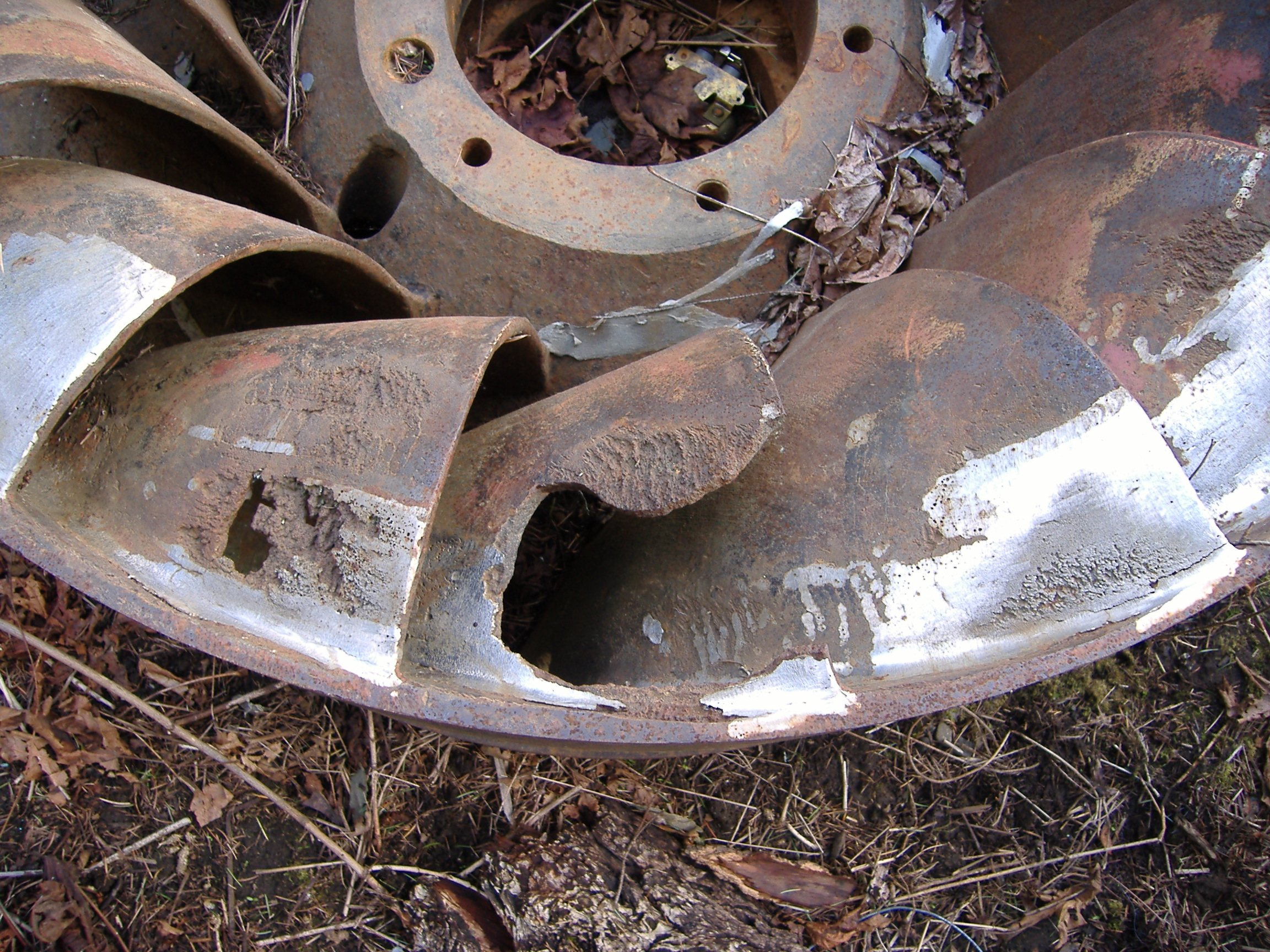
عنفة فرنسيس في نهاية فترة عملها يظهر عليها آثار التكهف والتصدع الحاصل من التعب. أعمال الصيانة القديمة التي استعملت قضبان اللحام الفولاذية واضحة.

العنفات مصممة لتعمل لعدة عقود مع حاجة قليلة لصيانة الأجزاء الرئيسية فيها؛ أما فترات الترميم فتحدث كل عدة سنوات. صيانة الأجزاء المتحركة والمكشوفة للماء تشمل الإزالة والتفتيش وإصلاح الأجزاء التالفة.
معظم التلف الحاصل يكون بسبب التكهف والتصدع من التعب والخدوش الناتجة من المواد الصلبة العالقة في الماء. الأجزاء الحديدية يتم إصلاحها باللحام، عادة باستخدام قضبان الفولاذ الغير قابل للصدأ. تؤخذ المناطق المتضررة ويتم لحامها لمكانها الأصلي ثانية. العنفات القديمة قد تحوي على كمية كبيرة من الفولاذ المضاف بهذه الطريقة بنهاية عمرها. إجراءات اللحام الدقيقة قد تستخدم لتحقيق أعلى جودة تصليح.
أجزاء أخرى تتطلب التفتيش والإصلاح خلال الترميم تشمل المدحرجات وأكمام المحرك ومضاعفات الحركة ونظام التبريد للمدحرجات ولفائف المولد وجميع السطوح وأجزاء أخرى.

## الأثار البيئية
تعتبر العنفات المائية عادة مصدر للطاقة النظيفة، حيث أنها لاتحدث أي تغيير أساسي للماء. كما أنها تستخدم مصدر متجدد للطاقة ومصممة لتعمل لعدة عقود. تنتج العنفات كمية هامة من إمدادات الكهرباء العالمية.
تاريخيا هنالك نتائج سلبية، في الغالب هي نتيجة السدود المطلوبة عادة لإنتاج الطاقة. السدود تغير البنية الطبيعية للأنهار، فقد تقتل الأسماك، توقف الهجرات، وتعطل حياة الناس. على سبيل المثال قبائل الهنود الحمر في شمال غرب المحيط الهادئ التي لديها معيشتها المبنية على اصطياد سمك السلمون، ولكن عدوانية عملية بناء السدود تسببت في تدمير طريقتهم في الحياة. تتسبب السدود أيضا بشكل أقل وضوحا ولكن بنتائج محتملة وجدية في زيادة تبخر الماء وتراكم الطمي خلف السد وتغير درجة حرارة الماء وأنماط التدفق.

## اقرأ أيضا
- عنفة بخارية
- عنفة غازية
- توربين سينجر

## وصلات خارجية
- كيف تتم عملية إنتاج الكهرباء؟